# Обер-шенк
Обер-шенк (нем. Oberschenk — главный (старший) виночерпий) — придворный чин Российской империи, введённый в 1722 году при учреждении «Табели о рангах».

## История
В придворном ведомстве к званию шенка придавался обер (приставка к названиям должностных лиц, по значению своему соответствует русскому главный), возводя звания это на высшую степень, в первые или вторые чины Двора. До 1762 года «Обер-шенк» состоял в 5-м классе, с 1762 года — во 2-м. Обер-шенк относился к первым чинам Императорского двора.
В ведомости древних российских чинов, представленной в 1721 году Петру I по его повелению, чин обер-шенка сопоставлялся с чином кравчего.
Обер-шенку подчинялись мундшенки (заведующие винными погребами), кофишенки (ответственные за приготовление кофе и чая), тафельдекеры (скатертник или заправляющий столом, ответственные за сервировку стола), кондитеры, келлермейстеры (смотрители погребов).
Форма обращения — «Ваше превосходительство».